# Produktive Arbeit (DDR)

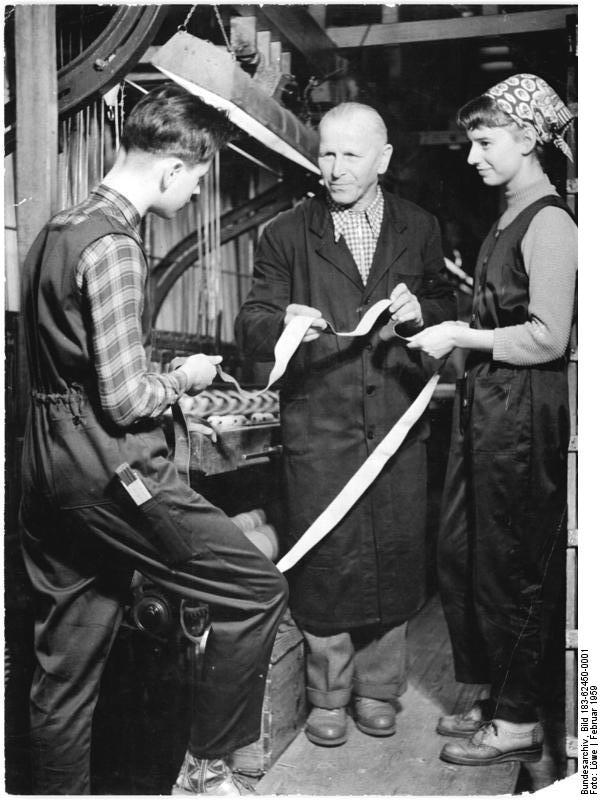
Polytechnischer Unterricht im VEB Gummiband- und Gurtweberei in Pulsnitz (1959)

Das Unterrichtsfach Produktive Arbeit (PA), bis 1970 Unterrichtstag in der sozialistischen Produktion (UTP), ergänzte in der DDR die Fächer Einführung in die sozialistische Produktion (ESP) und Technisches Zeichnen (TZ) im Rahmen der polytechnischen Ausbildung um eine praktische Komponente. Zudem sollte es den beteiligten Betrieben auch zur Nachwuchs-Gewinnung dienen.
Die Schüler ab der 7. Klasse bekamen hier unter produktionsnahen Bedingungen Arbeitsaufgaben in Betrieben des Bauwesens, der Landwirtschaft oder der Industrie. Teilweise wurden die Schüler direkt in der in den 1970er Jahren beschlossenen Konsumgüterproduktion der Betriebe eingesetzt.
Der Unterricht war in der Bevölkerung teilweise umstritten, da ihm das Klischee von Kinderarbeit anhaftete.
Mit der politischen Wende in der DDR und der Neuausrichtung des Bildungssystems wurde es nach und nach abgeschafft.